# Bostia
Bostia es un género de foraminífero bentónico de la Subfamilia subfamilia Amijellinae, de la familia Hauraniidae, de la superfamilia Pfenderinoidea, del suborden Orbitolinina y del orden Loftusiida. Su especie tipo es Bostia irregularis. Su rango cronoestratigráfico abarca el Bathoniense (Jurásico medio).

## Discusión
Clasificaciones previas incluían Bostia en la subfamilia Choffatellinae de la familia (Cyclamminidae de la superfamilia Loftusioidea , así como en el suborden Textulariina del orden Textulariida o en el orden Lituolida.

## Clasificación
Bostia incluye a la siguiente especie:
- Bostia irregularis †